# Pheidole militicida
Pheidole militicida är en myrart som beskrevs av Wheeler 1915. Pheidole militicida ingår i släktet Pheidole och familjen myror. Inga underarter finns listade i Catalogue of Life.

## Bildgalleri

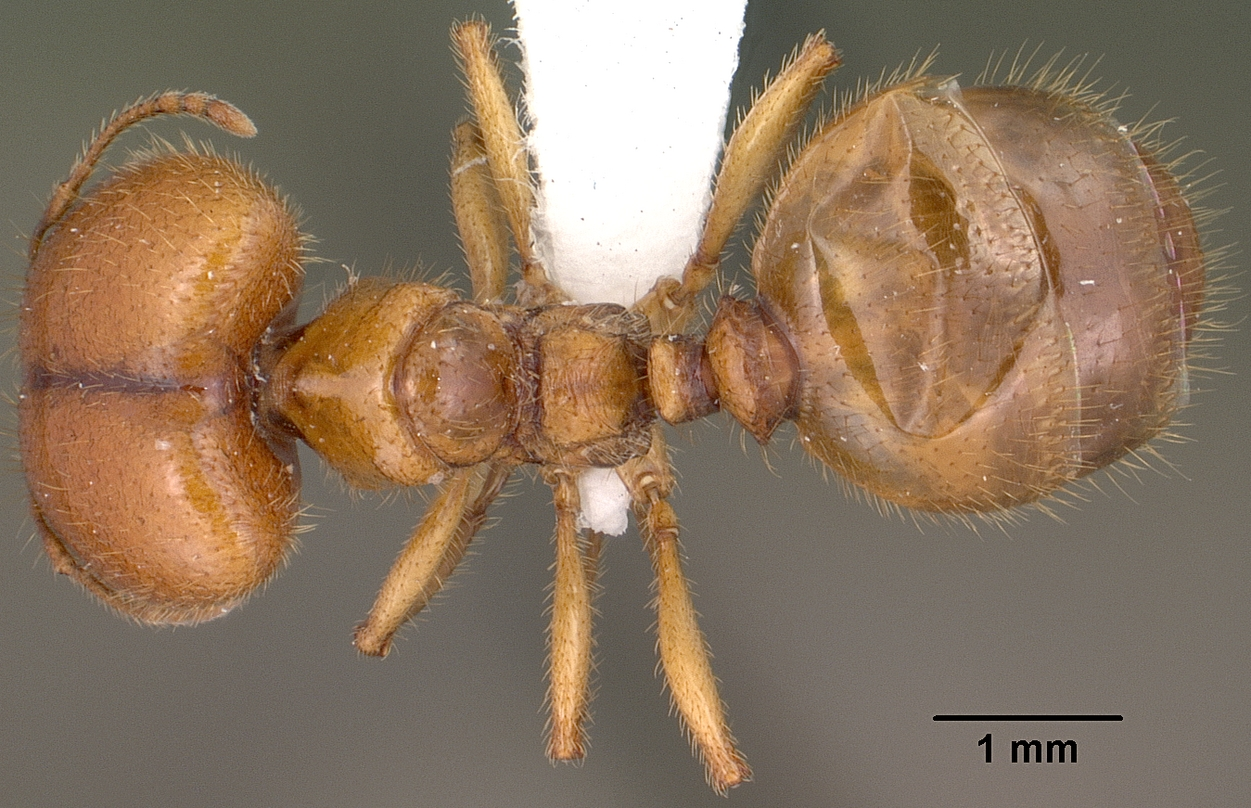
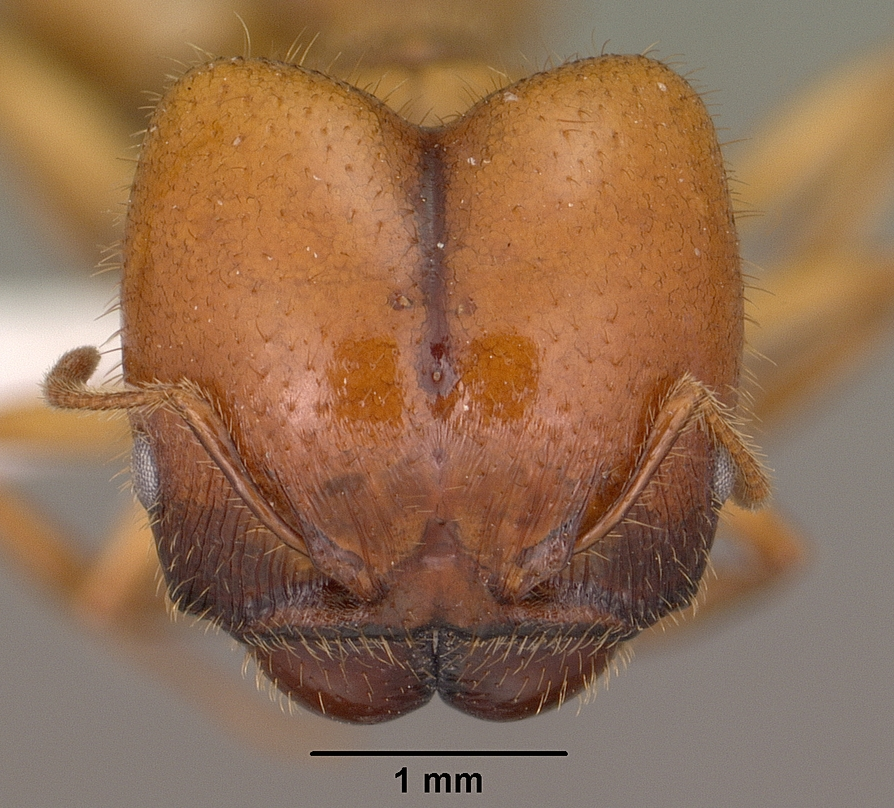
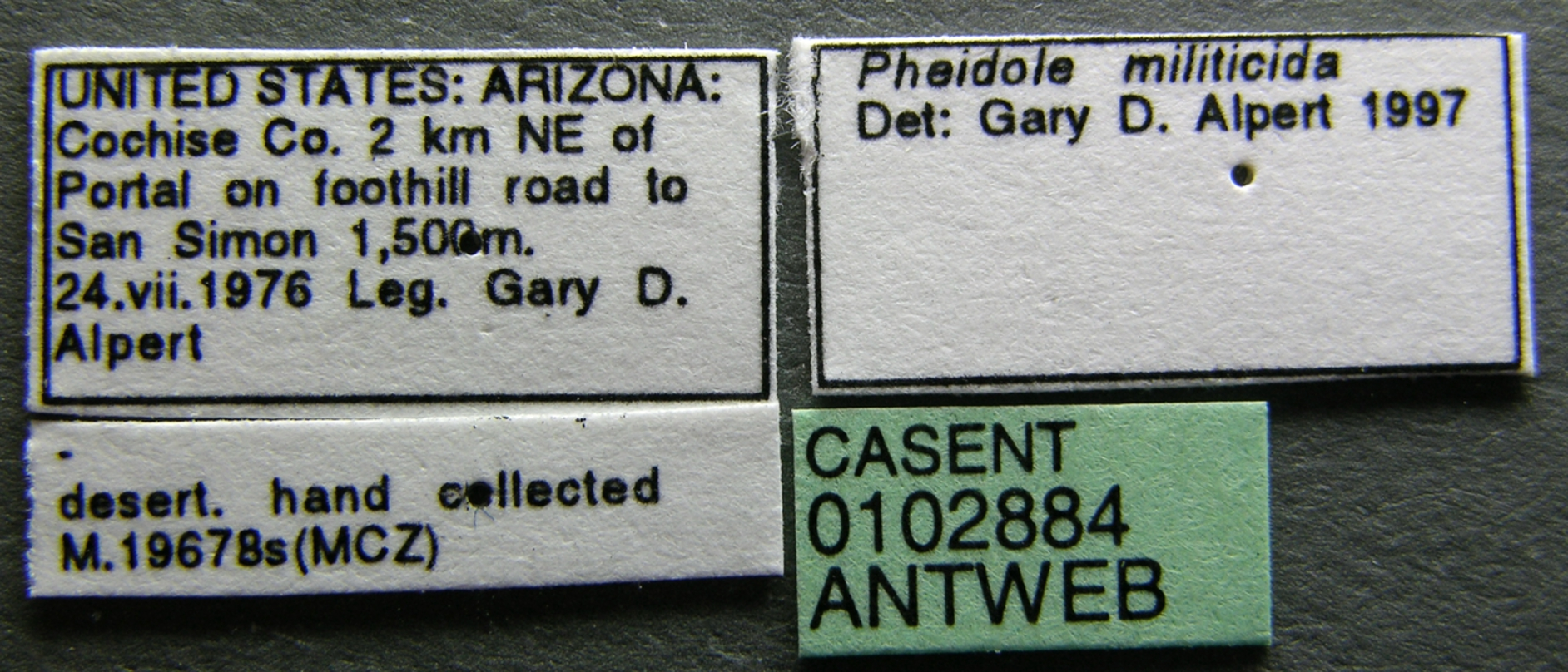
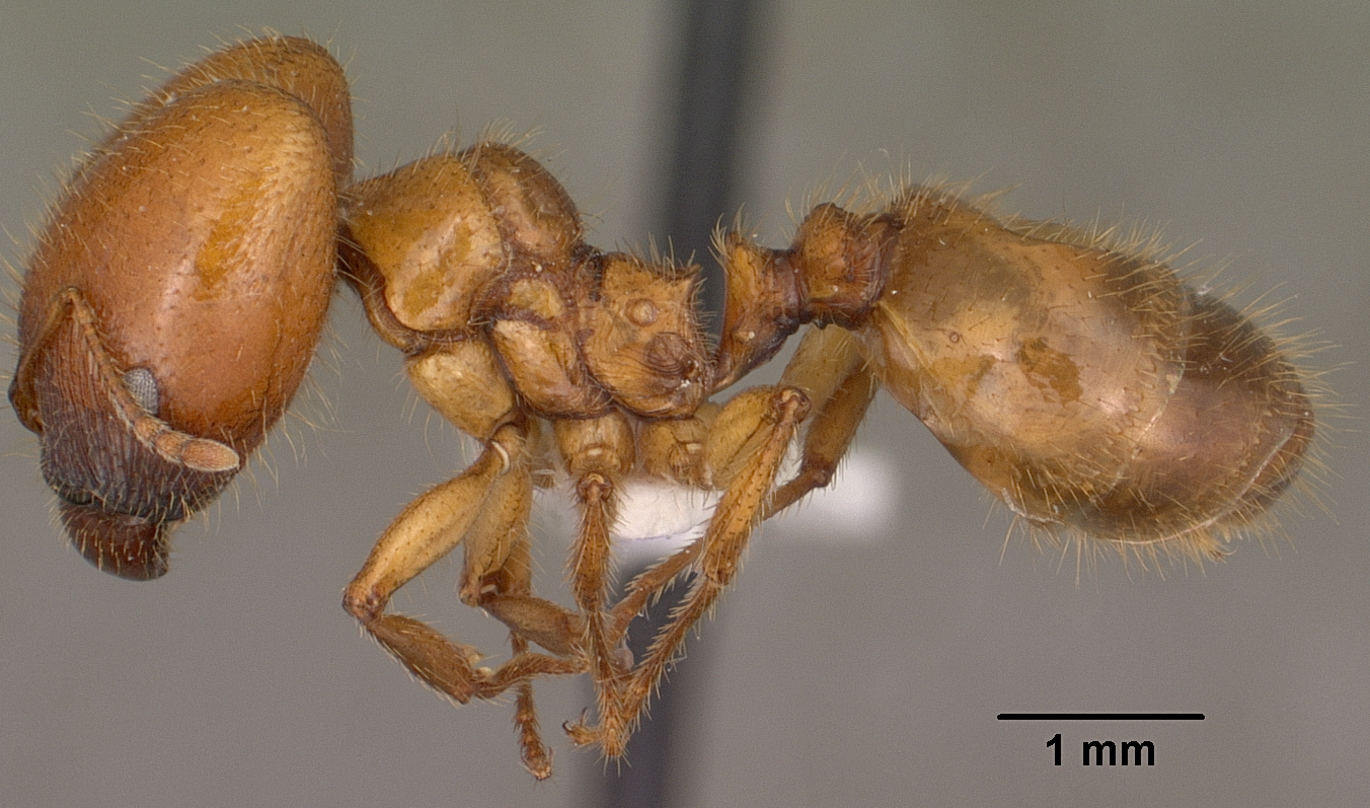
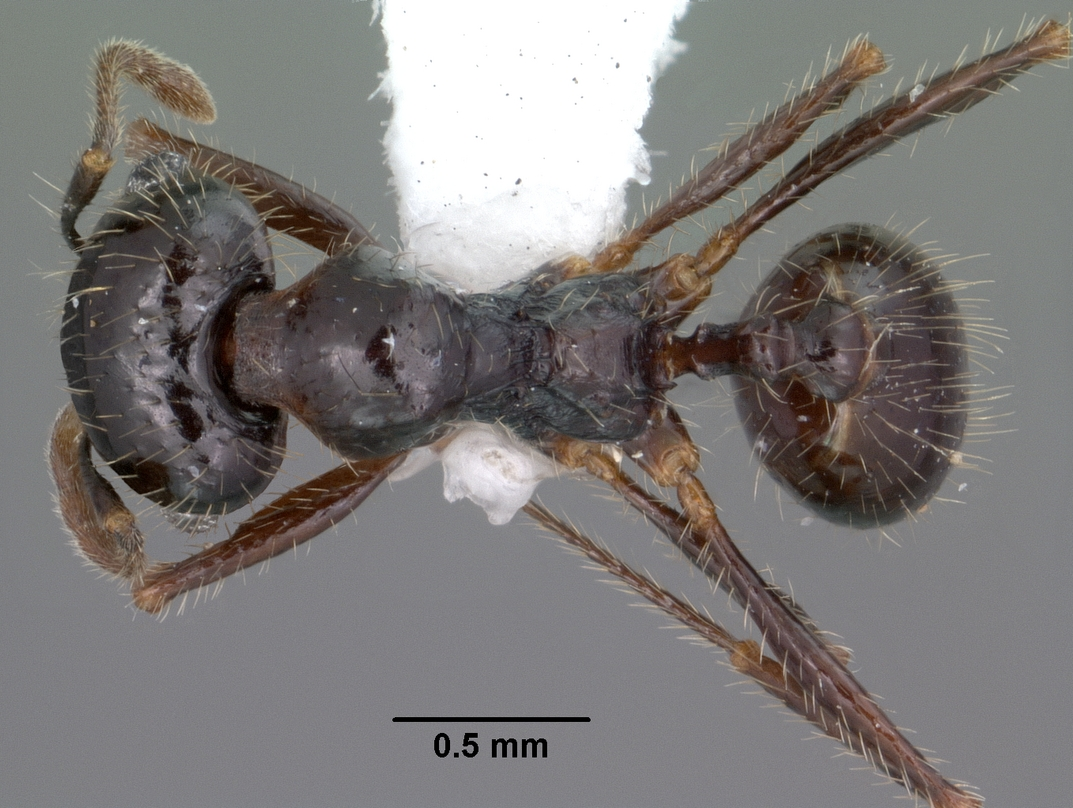
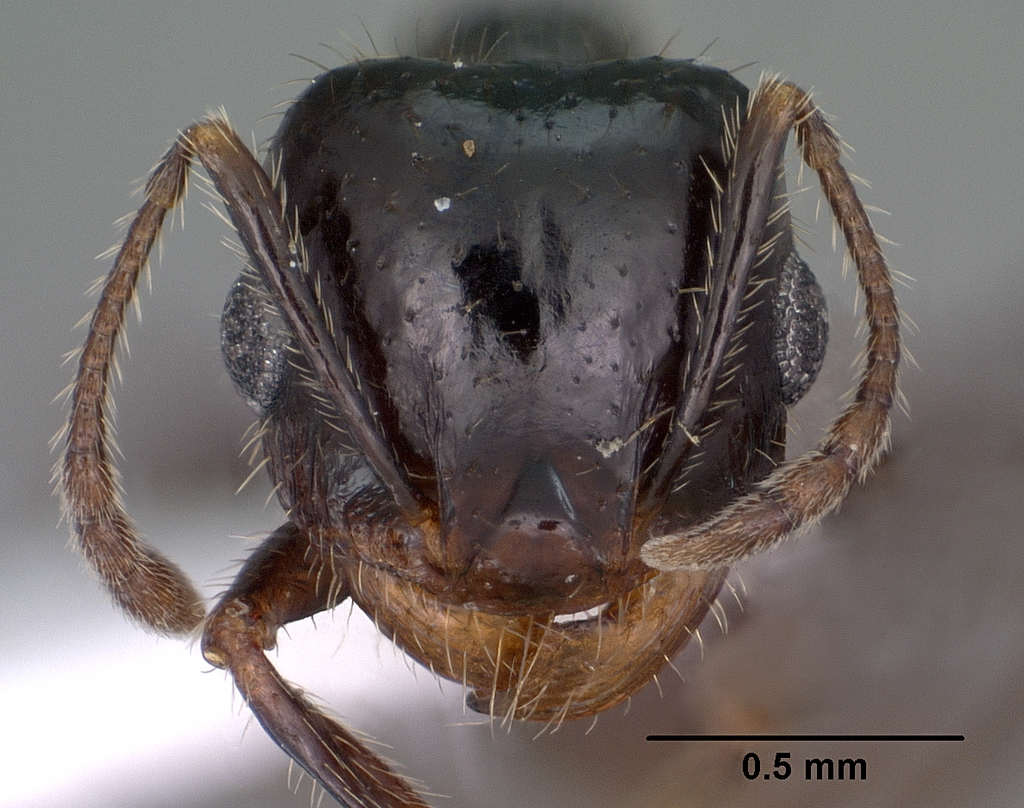